# 秤架瑶族乡
秤架瑶族乡是中华人民共和国广东省清远市阳山县下辖的一个民族乡。2020年人口9234人。是广东省的七个民族乡之一，也是阳山县唯一的少数民族乡。

## 历史

### 沿革
民国三年（1914年）为阳山县秤架区。民国十七年（1928年）五月秤架乡属阳山县第二区。1987年7月，秤架乡改为秤架镇。1992年秤架镇改为秤架瑶族乡。

### 历史文物
全长约100公里的秤架古道（也称秤架道）途径秤架乡，因此得名，现存古道路基为北宋时所建，但沿线出过新石器时代至汉代的诸多遗物，古道多为青石所铺筑，北起秤架乡境内的炉田村，南至青莲镇深塘村，道宽半米至约0.95米，沿途有多处石刻，是沟通南岭间粤湘两省的要道。

## 行政区划
秤架瑶族乡下辖以下村级行政区划单位：
秤架村、大陂村、杜菜村、炉田村、东坑村、漏水坪村、茅坪村、五元村、太平洞村和大坳村。

## 地理
境内石坑埪（亦称猛坑石）海拔1902米，是广东省最高峰，被称作“广东屋脊”。横跨乳源县、乐昌市、阳山县、连州市的南岭国家级自然保护区是广东省七个国家级自然保护区中面积最大者，在秤架乡内的面积为11.7万亩。
境内南木村的红豆杉、连江蜘毛苣苔为珍贵稀有品种。